# St. Franziskus Xaverius (Dresden)

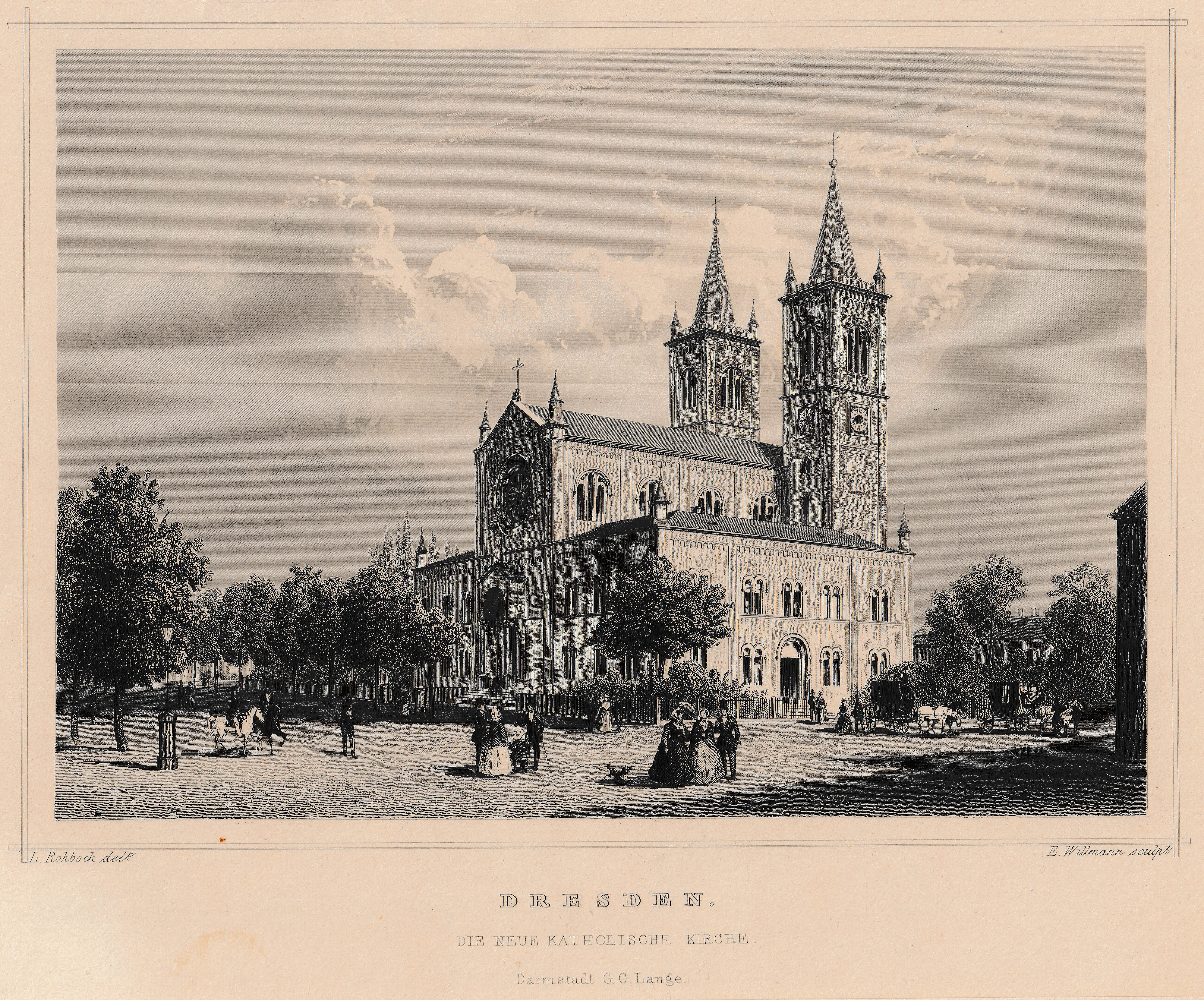
Kirche St. Franziskus Xaverius, um 1856

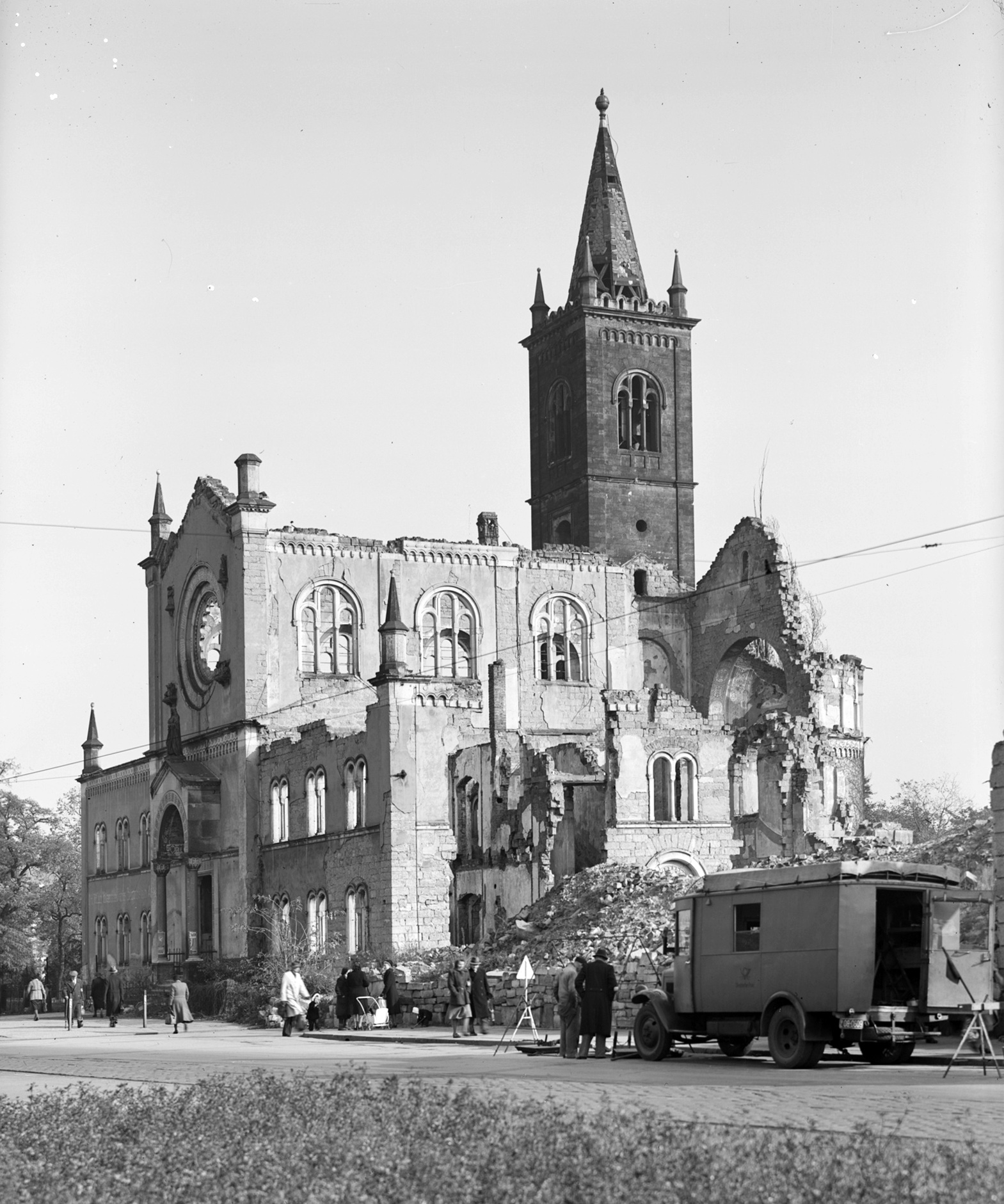
Kriegsbeschädigte Kirche, um 1951

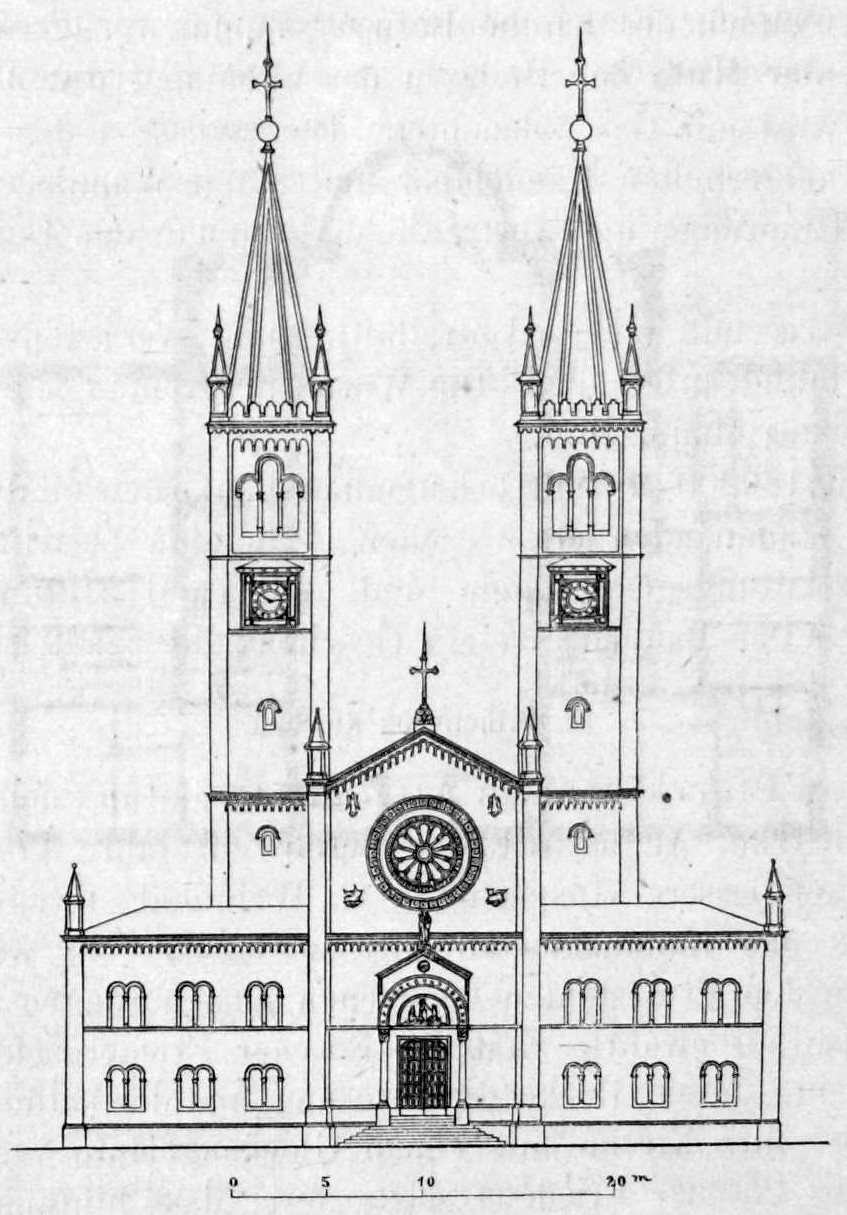
Fassade Ende des 19. Jahrhunderts

Die katholische Kirche St. Franziskus Xaverius (auch Katholische Pfarrkirche zu Dresden-Neustadt) war ein Sakralbau in Dresden-Neustadt, der im Zweiten Weltkrieg Brandschäden erlitt und 1957 gesprengt wurde. Sie war dem Heiligen Franz Xaver geweiht.

## Baugeschichte, Standort
Der Kirchenbau wurde 1852–1853 nach einem Entwurf des Architekten Heinrich Hermann Bothen (1814–1878) und unter Leitung des Architekten Ludwig Theodor Choulant (1827–1900) errichtet. Bischof Ludwig Forwerk weihte das Bauwerk am 8. Dezember 1855.
Das zum Bau erforderliche Grundstück befand sich als unbenutzte Fläche unmittelbar südlich des Albertplatzes im Bereich der früheren Neustädter Befestigungsanlagen am ehemaligen Schwarzen Thor. Heute heißt diese Örtlichkeit Jorge-Gomondai-Platz und befindet sich im spitzen Winkel zwischen Hauptstraße und Albertstraße. Die königliche Staatsregierung hatte die Fläche für den Bau der Kirche unentgeltlich zur Verfügung gestellt. Die Baukosten werden mit 150.000 Mark beziffert.
Das Grundstück blieb nach der Zerstörung der Kirche unbebaut.

## Architektur, Ausstattung

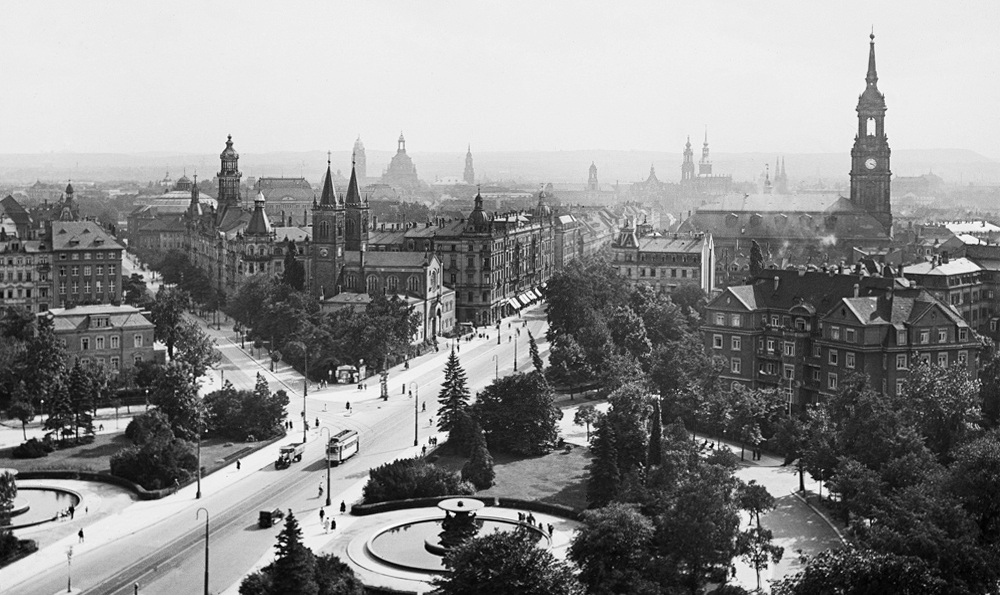
Blick nach Süden über den Albertplatz im Jahr 1930; in der Bildmitte die doppeltürmige Kirche St. Franziskus Xaverius, rechts die Dreikönigskirche

Die Kirche gab durch ihre beiden Türme zusammen mit der Dreikönigskirche eine dominante Wirkung auf das umliegende Stadtbild ab. Ihre Fassade erhielt eine an die Romanik angelehnte und lombardisch geprägte Fassung. Der Innenraum des Kirchenschiffes ist von altchristlicher und sizilianisch normannischer Form- und Ornamentgebung bestimmt gewesen. Das gesamte Bauwerk war 35 Meter lang und die Front zur Hauptstraße 38 Meter breit.
Die einschiffige Kirche besaß zu beiden Seiten angebaute Räumlichkeiten, die der Pfarrverwaltung und der gemeindeeigenen Schule dienten. Diese Anbauten erzeugten eine prägnante Kubatur des Bauwerkes. Zwei hohe viereckige Türme am Ostgiebel fassten die Chornische beidseitig ein. Das Hauptportal befand sich an der gegenüber liegenden, der Hauptstraße zugewandten Westseite. Die beiden Säulen am Portal waren aus Meißner Granit gefertigt, Kapitell und Basis bestanden aus weißem Parischen Marmor. Das Feld über der Eingangstür füllte ein Tympanon mit einem Bild der Mutter Gottes und ihrem Christuskind aus. Der Schöpfer dieses Gemäldes war der Dresdner Maler und Akademieprofessor Ludwig Kriebel (1823–1890). Auf der Spitze des Portalgiebels stand eine Christusfigur vom Bildhauer Ernst Hähnel.
Im Innenraum wiesen die Wand- und Deckenflächen eine umfangreiche ornamentale und figürliche Bemalung auf. Reichhaltigen Schmuck trugen die Kanzel sowie die Brüstungen des Orgelchores und der Oratorien. Die Kanzel flankierten vier Figuren der Evangelisten. Der Schalldeckel über der Kanzel trug die Figur des Apostels Paulus. Diese Figuren waren als Kopien nach älteren Plastiken des Peter Vischer des Älteren angefertigt worden.
Der Altar aus weißem und dunkelgrünem Werkstein stand im um sechs Stufen erhöhten Presbyterium. Zu beiden Seiten des Altars lagen die Räume der Sakristei (links) und der Taufkapelle (rechts). Zu den Besonderheiten des Kirchenraumes zählte die reichhaltige Ausmalung an der Decke und den Wänden. Sie waren Entwürfe des Dresdner Malers und Akademieprofessors Julius Schnorr von Carolsfeld. An der Ausführung waren die Malschüler Zumpe, Sachsse und Kirchbach beteiligt. Weitere Werke stammen von Karl Gottlob Schönherr (1824–1906).

## Gemeinde
Nach der Zerstörung ihrer Kirche an der Hauptstraße am 13./14. Februar 1945 bezog die Gemeinde St. Franziskus Xaverius im Mai des gleichen Jahres als neue Heimstatt den katholischen Teil der Garnisonkirche St. Martin in der Albertstadt.